# Peyrecave
Peyrecave é uma comuna francesa na região administrativa de Occitânia, no departamento de Gers. Estende-se por uma área de 5,07 km². Em 2010 a comuna tinha 78 habitantes (densidade: 15,4 hab./km²).